# Stoby-Norra Sandby församling
Stoby-Norra Sandby församling var en församling i Lunds stift och i Hässleholms kommun. Församlingen uppgick 2006 i en återbildad Stoby församling.

## Administrativ historik
Församlingen bildades 2002 genom en sammanslagning av Stoby församling och Norra Sandby församling och var till 2006 moderförsamling i ett pastorat benämnt Stoby pastorat som även omfattade Ignaberga församling. Församlingen uppgick 2006 i en återbildad Stoby församling..

## Kyrkor
- Stoby kyrka
- Norra Sandby kyrka